# Sigurd Jungstedt
Nils Herman Sigurd Jungstedt, född 18 november 1889 i Norrköping, död 16 februari 1957 i Eskilstuna, var teckningslärare i flera städer, bland annat Linköping och Malmö men huvudsakligen i Eskilstuna (1930–1955). Han var också tidningstecknare, affischkonstnär, målare och skådespelsförfattare m.m. Sigurd Jungstedt är begravd på Klosterkyrkogården i Eskilstuna.